# Omoedus
Omoedus is een geslacht van spinnen uit de familie springspinnen (Salticidae).

## Soorten
De volgende soorten zijn bij het geslacht ingedeeld:
- Omoedus cordatus Berry, Beatty & Prószyński, 1996
- Omoedus kulczynskii Prószyński, 1971
- Omoedus niger Thorell, 1881
- Omoedus piceus Simon, 1902